# Eleazar Gómez
José Eleazar Gómez Sanchez (ur. 29 maja 1986 w mieście Meksyk) – meksykański aktor telewizyjny i filmowy, także piosenkarz i model. 

## Filmografia

### Telenowele
- 2016-2017: Po prostu Maria jako Juan Pablo Florez Riós
- 2014-2015 Włoska narzeczona jako Benito
- 2012-2013: Amores Verdaderos jako Roy Pavia
- 2012: Miss XV jako Alexis
- 2010-2011: Kiedy się zakocham... jako Anibal
- 2009-2010: Atrevete a soñar jako Mateo
- 2008: Idiotki nie idą do nieba jako Charly
- 2007: Lola...Érase una vez
- 2004: Rebelde jako Leonardo Francisco Blanco  Goycolea
- 2004: Inocente de Ti jako Victor
- 2002: Asi Son Ellas jako Arturo Calderon Corso
- 2002: Clase 406 jako Bryon Rios
- 1998: Mi pequena Traviesa
- 1996: Azul jako Lupito
- 1996: Serce Clarity jako El Chanclas

### Filmy
- La Ultima Batalla(1993) jako Mon
- Se Equivoco la Cigüeña jako Pedrito